# 万 (姓)
万は、漢姓の一つ。万氏とも言う。万（ばん、まん、萬）と万（ぼく、もく）が存在する。前者後者ともに別個である。ここでは主に前者において説明する。（後者例:万俟参照）

## 中国の姓
『百家姓』の第162位の姓である。
2020年の中華人民共和国の第7回全国人口調査（国勢調査）に基づく姓氏統計によると中国で91番目に多い姓であり、274.97万人がいる。一方、台湾の2018年の統計では第117位で、11,168人がいる。

### 起源

#### 姫姓由来
万氏の起源は周の文王（姫姓）に遡ることができる。文王の15番目の息子として、畢公高は畢の地に封じられる。畢公高の末裔に晋の大夫の畢万（畢萬）がおり、晋の献公によって魏の地に封じられ、戦国七雄の魏の祖となる。畢万の子孫の中に、万氏（萬氏）と魏氏を名乗るようになる者がいる。

### 著名な人物
- 万章 - 戦国時代の儒学者。『孟子』の共著者。
- 万脩 - 後漢の武将。
- 万彧 - 三国時代の呉の政治家。
- 万安国 - 北魏の政治家。
- 万貴妃 - 明代の寵妃。
- 万斯大 - 清代の学者。
- 万斯同 - 清代の学者。万斯大の弟。
- 万福麟 - 中華民国の軍人。
- 万耀煌 - 中華民国の軍人。
- 万里 - 中華人民共和国の政治家。
- 万延海 - 中華人民共和国の活動家。
- 万家宝（曹禺） - 中華人民共和国の劇作家。
- 万紹芬（中国語版） - 中華人民共和国の政治家。
- 万鋼 - 中華人民共和国の政治家。
- 万鄂湘（中国語版） - 中華人民共和国の政治家。
- 万梓良（中国語版） - 中華人民共和国の俳優。
- 万綺雯 - 中華人民共和国の女優。
- 万茜（レジーナ・ワン） - 中華人民共和国の女優。

## 朝鮮の姓
万（まん、マン、朝: 만）は、朝鮮人の姓の一つである。

### 氏族
万氏は壬辰の乱の時に援軍として朝鮮へ来た明の経理使万世徳の後裔といわれる。
| 氏族（地域） | 創始者 | 人数（2015年） |
| ------------ | ------ | -------------- |
| 江陵万氏     |        | 22             |
| 江華万氏     | 万世徳 | 19             |
| 光海万氏     |        | 34             |
| 大田万氏     |        | 5              |
| 尚州万氏     |        | 9              |
| 全州万氏     |        | 14             |
| 晋州万氏     |        | 11             |

### 人口と割合
| 年度   | 人口  | 世帯数 | 順位         | 割合 |
| ------ | ----- | ------ | ------------ | ---- |
| 1930年 |       | 39世帯 |              |      |
| 1960年 | 429人 |        | 258姓中150位 |      |
| 1985年 | 30人  |        | 274姓中196位 |      |
| 2000年 | 172人 |        |              |      |
| 2015年 | 124人 |        |              |      |